# Xã Brouilletts Creek, Quận Edgar, Illinois
Xã Brouilletts Creek (tiếng Anh: Brouilletts Creek Township) là một xã thuộc quận Edgar, tiểu bang Illinois, Hoa Kỳ. Năm 2010, dân số của xã này là 235 người.